# Campionato indonesiano di pallavolo maschile
Il Campionato indonesiano di pallavolo maschile è un insieme di tornei pallavolistici indonesiani, istituiti dalla NVFI. A livello professionistico consiste di una sola categoria, la Proliga, oltre la quale vengono organizzati esclusivamente tornei giovanili o amatoriali.

## Struttura
- Campionati nazionali professionistici:

Proliga: vi partecipano 7 squadre.